# Junius F. Brown
Junius F. Brown (* 3. August 1902 in Denver, Colorado/USA; † 1970 in Beaumont, Kalifornien) war Gestaltpsychologe,  Wahrnehmungsforscher, Sozialpsychologe und Vertreter einer experimentellen Psychopathologie auf der Grundlage einer kritischen Verbindung von  Psychoanalyse und Erkenntnissen und Forschungsmethoden der  psychologischen Feldtheorie von Kurt Lewin.

## Leben
Der Amerikaner Junius F. Brown kam nach seinem Studium an der Yale University mit der Gestaltpsychologie anlässlich eines Studien- und Forschungsaufenthalts an der Universität Berlin zur Zeit der dortigen Pionierjahre der Gestalttheorie in Kontakt. Seine dortigen Lehrer waren Max Wertheimer, Kurt Lewin und Wolfgang Köhler. Mit Köhler führte er eine Reihe von experimentellen Forschungsarbeiten über das Sehen von Geschwindigkeit durch, die noch heute in der Wahrnehmungspsychologie zu den Standardwerken auf diesem Gebiet zählen. Seine  persönlichkeitspsychologische Forschungsarbeit über die Realitäts- und Irrealitätsschichten im psychologischen Lebensraum des Menschen war eine der wichtigsten aus dem Berliner Experimentalprogramm von Kurt Lewin und seinen Schülerinnen und Schülern (Ergebnisse und Modelle aus diesem Programm, wie etwa der Zeigarnik-Effekt oder der Begriff der psychischen Sättigung, sind in den Standard der Psychologie eingegangen). Nach seiner Rückkehr in die USA war Brown sehr aktiv im Bekanntmachen der Gestalttheorie in Amerika, wo er als Professor für Psychologie an der University of Colorado und an der University of Kansas lehrte. Seine Anwendung der psychologischen Feldtheorie auf die Gesellschaftsanalyse in seinem sozialpsychologischen Hauptwerk Psychology and the Social Order (1936) gehörte in den 30er- und 40er-Jahren zu den einflussreichsten Büchern in der amerikanischen Sozialpsychologie.
Vor allem während seiner Tätigkeit an der Menninger Clinic ab 1939 engagierte sich Brown für die Entwicklung einer experimentellen Psychopathologie auf der Grundlage der Lewin'schen Feldtheorie in Verbindung mit den  tiefenpsychologischen und psychoanalytischen Ansätzen, die dort in der Behandlung der Patienten eingesetzt wurden. Browns  marxistisches Gesellschaftsbild brachte ihn jedoch in der McCarthy-Ära der 50er Jahre angesichts des einsetzenden Kalten Krieges trotz seiner Pionierleistungen auf dem Gebiet der Psychopathologie und der Sozialpsychologie zunehmend in Schwierigkeiten und in akademische Isolation. Von 1945 bis 1959 arbeitete Brown als Psychotherapeut in niedergelassener Praxis in Kalifornien. Sein wissenschaftliches Werk wird erst in jüngerer Zeit, auch in Europa, wieder verstärkt gewürdigt.

## Wichtigste Werke
Auf dem Gebiet der Wahrnehmungsforschung:
- 1927: Über gesehene Geschwindigkeiten. Psychologische Forschung 10(1), 84-101.
- 1931a: The Visual Perception of Velocity. Psychologische Forschung 14(3-4), 199-232.
- 1931b: The Thresholds for Visual Movement. Psychologische Forschung 14(3-4), 249-268.

Auf dem Gebiet der Persönlichkeitspsychologie:
- 1929: The methods of Kurt Lewin in the psychology of action and affection. Psychological Review 36, 200-221.
- 1933: Über die dynamischen Eigenschaften der Realitäts- und Irrealitätsschichten, Psychologische Forschung 18 (1/2), 2-26.

Auf dem Gebiet der Sozialpsychologie:
- 1936: Psychology and the Social Order. New York, London: McGraw-Hill. Nachdruck 2008 Kessinger Publishing, ISBN 978-1-4366-9426-1.
- 1937: The Field-Theoretical Approach in Social Psychology. Social Forces 15, 482–484.

Auf dem Gebiet der Psychopathologie:
- 1937: Psychoanalysis, topological psychology and experimental psychopathology. The Psychoanalytic Quarterly 6, 227-237.
- 1940: The Psychodynamics of Abnormal Behavior. New York, London: McGraw-Hill. Nachdruck 2011 Literary Licensing, LLC, ISBN 978-1-258-10981-3.